# Igreja Congregacional de Nauru
A Igreja Congregacional de Nauru (Nauru Congregational Church - NCC) é a maior denominação religiosa em Nauru, tendo como membros cerca de 36% da população desse país da Oceania.
A NCC tem sete congregações em Nauru e cada uma delas é dirigida por um diácono.

## História

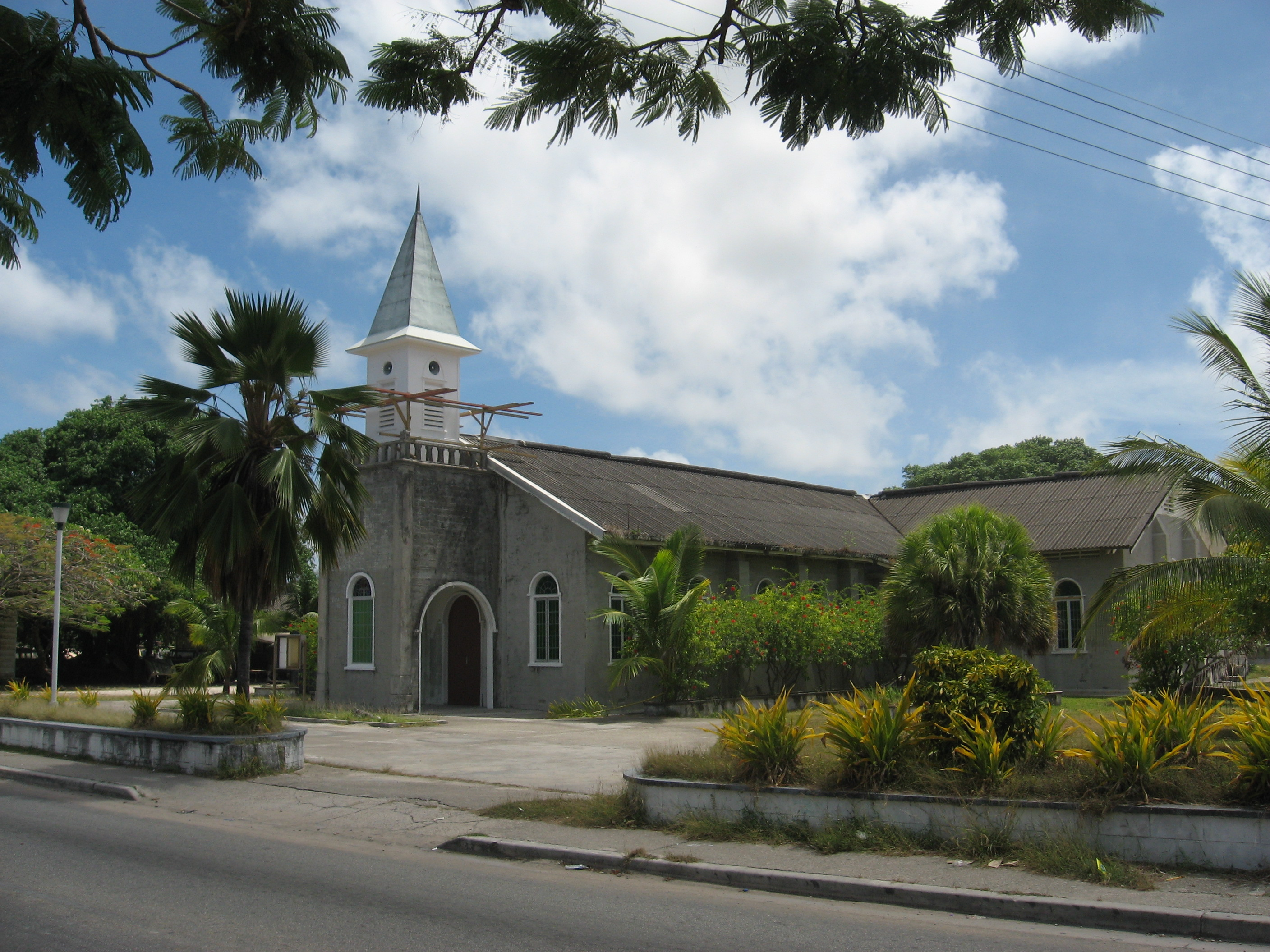
Igreja Congregacional de Nauru.

As origens da Igreja Congregacional de Nauru remontam a 1887, quando Timoteo Tabwia, seu missionário pioneiro e o ilhéu Gilbert, desembarcaram na ilha sob os auspícios da Conselho Americano de Comissários para Missões Estrangeiras (CACME). Posteriormente, outros missionários enviados foram Philip A. e Salome Delaporte, que estudaram a língua de Nauru e começaram a tradução da Bíblia e um hinário com a ajuda do alto chefe nauruano, Timothy Detudamo. Após a descoberta das ricas reservas de fosfato de cálcio da ilha em 1900, os depósitos foram explorados por britânicos, alemães, e empresas sediadas na Austrália, que deram patrocínio à igreja e apoiaram a CACME.
Depois de 1917, a Sociedade Missionária de Londres (SML) assumiu o lugar da CACME. O governo da igreja congregacional, promovendo diáconos leigos como pregadores e professores, alinhou estreitamente as congregações da igreja local da ilha com o trabalho da União Congregacional da Austrália, especialmente depois que muitos nauruanos sofreram um período de severas provações e exílio em Chuuk e Pohnpei (Estados Federados da Micronésia) sob ocupação japonesa durante a Segunda Guerra Mundial.
Os missionários residentes brancos da SML da Austrália e da Nova Zelândia deram liderança até que o primeiro ministro de Nauru treinado internacionalmente e nascido localmente, Itubwa Amram, foi ordenado e retornou à ilha em 1956. A igreja ganhou total autonomia da SML, embora tenha preservado os vínculos com a Austrália e o Conselho Congregacional Internacional, até esse órgão deixar de existir em 1970.

## Relações inter-eclesiásticas
A igreja é parte da Conferência de Igrejas do Pacífico e do Conselho para a Missão Mundial (CMM). 